# Johann Ernst Henfling
Johann Ernst Henfling (* 13. August 1691 in Walchenfeld (Franken); † 31. August 1720 in Meiningen) war ein deutscher Kaufmann, Jurist und Förderer der höheren Bildung in Meiningen.

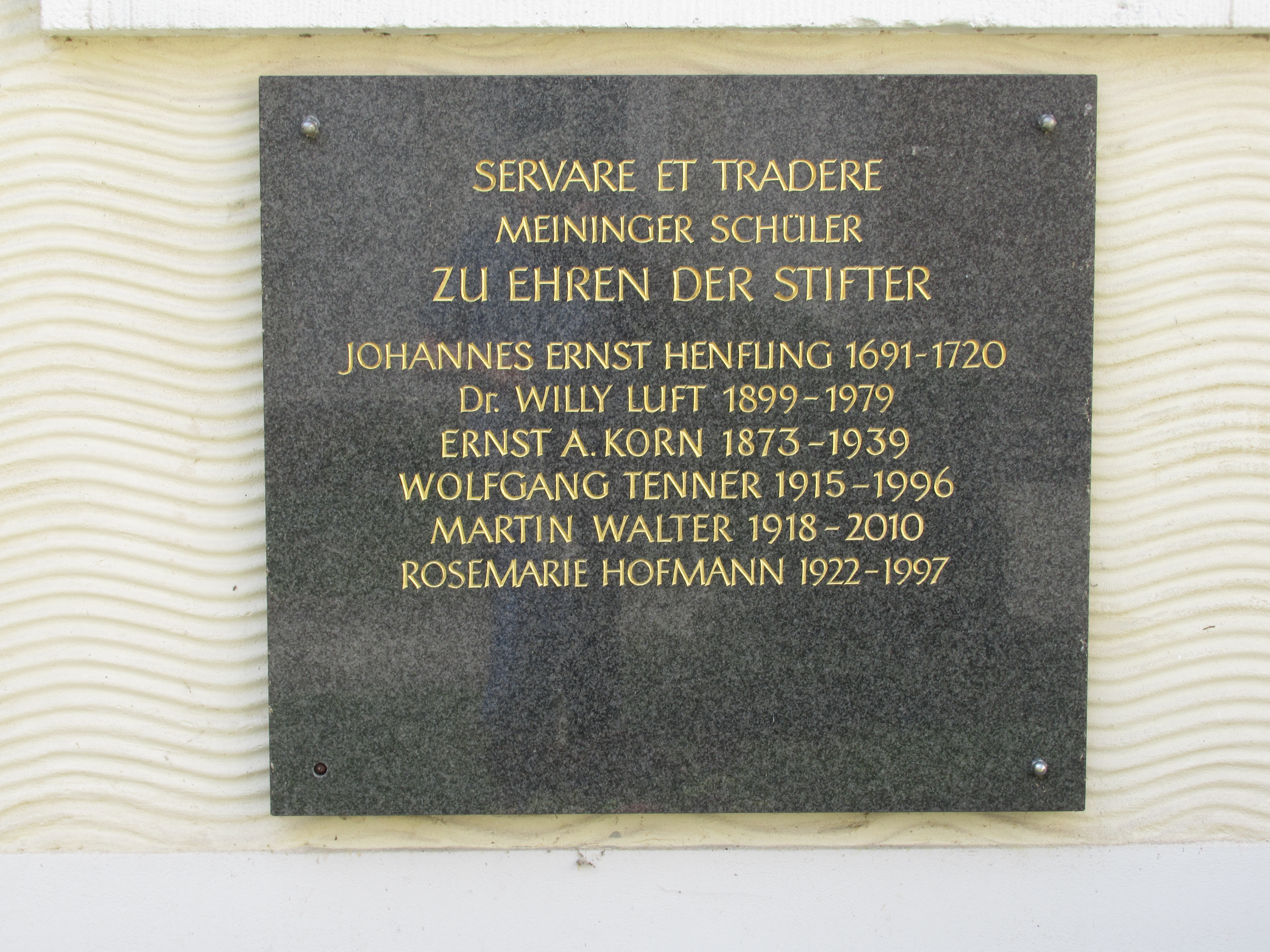
Stifter-Gedenktafel, am alten Gymnasiumssitz des Bernardinums

## Leben
Johann Ernst Henfling wurde im fränkischen Walchenfeld als Sohn eines Pfarrers geboren. Schon seit seiner Kindheit litt er unter einer schwachen Gesundheit. Im Alter von 18 Jahren begann er eine Ausbildung zum Kaufmann in Darmstadt. Anschließend kam er 1711 nach Meiningen und nahm Privatunterricht beim Inspektor Weinrich, dem Direktor des Lyzeums illustre in Meiningen, um ab 1714 in Jena Jura, Geschichte und Philosophie studieren zu können. Nach dem Studium leistete er für kurze Zeit Verwaltungsarbeit im Amt Wasungen des Herzogtums Sachsen-Meiningen und setzte sein Studium anschließend in Halle (Saale) fort. 1719 kehrte er nach Meiningen zurück, wo er 1720 nach einer schweren Krankheit starb.
Im Wissen um seine schwere Krankheit verfasste er frühzeitig sein Testament. In diesem verfügte er, dass sein umfangreiches Vermögen für die Errichtung eines Internats und die Schaffung einer weiteren Klasse am Meininger Lyzeum illustre eingesetzt werden soll. Dies sollte die Leistungsfähigkeit der Schule erhöhen und den Absolventen der Schule einen direkten Zugang zu einer Universität ermöglichen. Weiterhin gestattete eine Stiftung weniger Bemittelten den Besuch des Lyzeums. Von 1730 bis 1742 wurden seine Verfügungen umgesetzt. Die Schule zog 1821 in einen Neubau um und nannte sich von da an Gymnasium Bernhardinum. 1945 erhielt die Schule den Namen „Henfling“ und heißt seit 1990 „Henfling-Gymnasium“.